# Live In The U.K.
Live In The U.K. es el primer álbum en directo lanzado por la banda alemana de power metal Helloween. En algunos países fue denominado Keepers Live. En los Estados Unidos, el disco fue editado bajo el nombre I Want Out-Live, sin incluir la canción «Rise And Fall», así como con una introduccón más breve. El álbum fue grabado en Edimburgo, Escocia y Manchester, Inglaterra en noviembre de 1988. Este es el único álbum en directo oficial con Michael Kiske a las voces y el último lanzamiento con Kai Hansen como integrante del grupo hasta United Alive in Madrid, editado en 2019.

## Listado de canciones
| N.º | Título                            | Escritor(es)             | Duración |  |
| 1.  | «Happy Halloween/A Little Time *» | Kiske (On A Little Time) | 6:34     |  |
| 2.  | «Dr. Stein»                       | Weikath                  | 7:00     |  |
| 3.  | «Future World»                    | Hansen                   | 9:33     |  |
| 4.  | «Rise And Fall#»                  | Weikath                  | 4:51     |  |
| 5.  | «We Got the Right»                | Kiske                    | 6:08     |  |
| 6.  | «I Want Out / Encores»            | Hansen                   | 5:58     |  |
| 7.  | «How Many Tears»                  | Weikath                  | 9:40     |  |

* 4:17 en I Want Out – Live
#  no presente en I Want Out – Live

## Formación
- Michael Kiske – voz
- Kai Hansen – guitarra
- Michael Weikath – guitarra
- Markus Grosskopf – bajo
- Ingo Schwichtenberg – batería

## Listas de venta
Álbum - Billboard (Estados Unidos)
| Año  | Lista             | Posición |
| ---- | ----------------- | -------- |
| 1989 | The Billboard 200 | 123      |